# Sněhurka a sedm trpaslíků
Sněhurka a sedm trpaslíků (v anglickém originále Snow White and the Seven Dwarfs) je americký animovaný film režiséra Davida Handa z roku 1937. Filmová pohádka byla prvním celovečerním animovaným filmem z dílny Walta Disneyho. V roce 2008 ji Americký filmový institut zařadil mezi 10 nejlepších animovaných filmů na světě. Námět filmu pochází ze stejnojmenné broadwayské divadelní hry z roku 1912, která čerpá z pohádky O Sněhurce bratří Grimmů. Jde o vůbec první snímek z tzv. animované klasiky Walta Disneyho. Titulní postava Sněhurka se také stala v pořadí první disneyovskou princeznou.
Postavy namluvili v originále Adriana Caselotti, Lucille La Verne, Pinto Colvig a Roy Atwell.

## Ocenění
Film získal, a to až dodnes, velice nevšední a mimořádné filmové ocenění, osm sošek Oscara, jednu velkou a sedm malých (za každého trpaslíka jednoho).

## Tvůrčí štáb
- Režie: Walt Disney
- Supervize: David Hand
- Sekvence režie: P. Pearce, L. Morey, W. Cottell, W. Jackson, B. Sharpsteenovo
- Vedoucí animace: F. Moore, V. Tytla, N. Ferguson, H. Luske
- Scénář: T. Sears, O. Englander, E. Hurd, D. Ann Blanková, R. Creedon, D. Richard, M. De Maris, W. Smith
- Design charakteru: A. Hurter, J. Grant
- Hudba: F. Chucrchill, L. Harline, P. Smith
- Výtvarníci: Ch. Philippi, H. Hennesy, T. Stapp, M. Stewart, H. Miles, T. Codrick, K. Anderson, K. O'Connor, H. Sewellová, G. Tenggren
- Malíři pozadí: S. Armstrong, M. Nelson, M. Cox, C. Coats, P. Dike, R. Lockrem, M. Noble

## České znění
Pohádka byla do češtiny nadabována dvakrát. První dabing vznikl již v roce 1938 a vytvořily jej Filmové továrny AB Barrandov Praha. Sněhurku dabovala Elly Rixová, prince daboval Oldřich Kovář, zrcadlo Karel Hradilák, královnu Eva Vrchlická atd. A všechna tato práce, konzervovaná na zvukových foliích, byla pečlivě zabalena a odeslána do Hollywoodu, kde se s ní další čtyři týdny zabývali Disneyovi spolupracovníci, udělali nový zvukový pás, vyměnili dokonce anglické nápisy na postýlkách trpaslíků za české, a pak to všechno poslali zpět do Prahy. Na počátku německé okupace se ovšem všech osm křehkých celuloidových pásů s 1. dabingem rozkutálelo po fanoušcích. Dabing byl považován za ztracený, v archivu se našlo jenom několik fragmentů, proto byl v roce 1970 vytvořen nový dabing. Sněhurku zde dabuje Klára Jerneková (zpívá Marie Sikulová), prince Eduard Cupák (zpívá Karel Hála) atd. Zatímco jména trpaslíků z první verze vešla do širokého povědomí: Šmudla (Dopey), Prófa (Doc), Kejchal (Sneezy), Rejpal (Grumpy), Stydlín (Bashful), Štístko (Happy), Dřímal (Sleepy), jména z druhého „oficiálního“ dabingu mohou zmást: Šmudla, Doktor, Kejchal, Brumla, Stydlík, Hopla, Klimba. Počátkem roku 2014 se na internetových diskuzních fórech (Dabingfórum) objevila informace a ukázka, že takřka kompletní verze s prvním dabingem koluje ve sbírkách soukromých sběratelů.

## Děj
Film začíná záběrem, kdy kamera ukazuje pomalým nájezdem na obrovský zámek, kde zlá královna klade svému kouzelnému zrcadlu nesmrtelnou otázku: „Zrcadlo ty kouzelné rci kdo krásnější je mne !“ Odpovědí je její panenská sokyně princezna Sněhurka, která se již brzy má stát cílem její zlobné ješitnosti. Poté, co je Sněhurka na příkaz své macechy, zlé královny, myslivcem (sluhou) odvedena do lesa, kde má být zabita (což myslivec nakonec neprovede), Sněhurka uprchne do hlubokého lesa. Za asistence mnoha lesních zvířátek pak přenocuje v lese, zvířátka jí ráno ukážou cestu k domečku 7 trpaslíků. Sněhurka sem přijde v době, kdy jsou všichni trpaslíci v práci v dolech. Sněhurka za pomoci všech zvířátek pak celý domeček pečlivě uklidí, vypere špinavé prádlo, umyje nádobí, poté znavena usne na trpasličích postýlkách. Tam ji večer ve svém domečku v lese najde sedm trpaslíků, kteří ji zde poskytnou přístřeší. Když ji tam nakonec zlá královna objeví, lstí ji donutí sníst otrávené jablko a princezna usne hlubokým spánkem. Z omamného spánku ji nakonec vysvobodí mladý princ.

## Dabing
|           | Originální verze                                                 | 1. český dabing Praha 1938                                                                          | 2. český dabing Praha 1970                                                            |
| Sněhurka  | Adriana Caselotti                                                | Elly Rixová                                                                                         | Klára Jerneková Marie Sikulová (zpěv)                                                 |
| Princ     | Harry Stockwell                                                  | Oldřich Kovář                                                                                       | Eduard Cupák Karel Hála (zpěv)                                                        |
| Královna  | Lucille La Verne                                                 | Eva Vrchlická                                                                                       | Jiřina Petrovická                                                                     |
| Zrcadlo   | Moroni Olsen                                                     | Karel Hradilák                                                                                      | Jiří Holý                                                                             |
| Myslivec  | Stuart Buchanan                                                  | Robert Ford                                                                                         | Soběslav Sejk                                                                         |
| Vypravěč  |                                                                  | | Otakar Brousek st.                                                                    |
| Trpaslíci | Roy Atwell Pinto Colvig Otis Harlan Billy Gilbert Scotty Mattraw | Ludvík Řezníček Antonín Zíb Rudolf Hrušínský nejst. František Nohel Eduard Kašpar Antonín Holzinger | Josef Zíma Jiří Šašek Vladimír Jedenáctík Jan Sedliský Zdeněk Matouš Ladislav Krečmer |
|           | Dopey                                                            | Šmudla                                                                                              | Šmudla                                                                                |
| Doc       | Prófa                                                            | Doktor                                                                                              |                                                                                       |
| Sneezy    | Kejchal                                                          | Kejchal                                                                                             |                                                                                       |
| Grumpy    | Rejpal                                                           | Brumla                                                                                              |                                                                                       |
| Bashful   | Stydlín                                                          | Stydlík                                                                                             |                                                                                       |
| Happy     | Štístko                                                          | Hopla                                                                                               |                                                                                       |
| Sleepy    | Dřímal                                                           | Klimba                                                                                              |                                                                                       |

## Zpracování a náklady
Náklady předstihly všechno, co bylo do té doby vloženo do sektoru animovaného filmu. Práce na tomto proslulém filmu trvala tři roky namísto předpokládaných 18 měsíců, výdaje vzrostly až šestinásobně - z 250 000 na 1,5 miliónů dolarů. Štáb 570 kreslířů vypracoval podle přesných předloh více než milión jednotlivých obrázků. Jednotlivé pasáže - jako například cesta sedmi trpaslíků domů, trvající ve filmu pouhou minutu, zaměstnávala pět kreslířů celého půl roku. Vysoké výdaje vznikly proto, že každý trpaslík musel mít své nezaměnitelné pohyby, aby si divák nemohl splést třeba Prófu se Stydlínem. Všichni trpaslíci navíc mají přesně vyhraněné povahy: jeden je nešika, druhý ospalec, třetí chytrák atd. Působivost roztomilých kresbiček a bohaté obrazové kompozice byla ještě umocněna svěžími a snadno zapamatovatelnými písničkami.
Ve Sněhurce se zúročily bohaté zkušenosti, které Walt Disney získával již od roku 1928 svými sedmiminutovými krátkometrážními filmy. Je zajímavé, že dvě dlouhé sekvence byly ze skoro hotového filmu vystřiženy. Tento kasovní trhák ve své době vynesl přes 66 miliónů dolarů.

## Kritika
Odborný časopis Variety se pokusil zjistit příčinu úspěchu: Ještě nikdy se v kinech neobjevilo nic podobného Disneyově Sněhurce a sedmi trpaslíkům... Iluze je proto tak dokonalá, milostná romance tak jemná a fantazie tak emociální, že jednání kreslených osob dosahuje hloubky, jež se rovná vroucnosti lidských představitelů. Je to opravdu velký film.